# Marcello Arlotta
Marcello Arlotta (* unbekannt, aus Neapel; † 16 oder 17. August 1918 in der Adria) war ein italienischer Luftschiffer und Tenente di Vascello Pilota (Kapitänleutnant) der Regia Marina.
Arlotta diente als Guardiamarina (Leutnant zur See) auf dem geschützten Kreuzer RN Etruria, als dieser 1907 zur 300-Jahr-Feier der englischen Besiedlung Nordamerikas in Jamestown fuhr und anschließend bis 1911 Nord- und Südamerika bereiste.
Während des Ersten Weltkriegs war er Befehlshaber des im Januar 1916 im Dienst gestellten Luftschiffstützpunkts von Grottaglie, wo einige englische Prallluftschiffe der Sea-Scout-Klasse zusammengebaut und zur U-Boot-Abwehr eingesetzt wurden. Er befehligte das Luftschiff D.1.-4 von Januar bis Juni 1917 und das Luftschiff D.E.-8 von Juni 1917 bis Februar 1918. Wegen seiner Leistungen und seinem persönlichen Einsatzes wurde er am 28. April 1918 mit der Medaglia di Bronzo al Valor Militare ausgezeichnet.
Am 29. Juni 1918 übernahm er das Kommando über das neue Luftschiff A.-1 von ca. 18.000 m³, mit dem er von Grottaglie aus Ziele in der Bucht von Kotor angriff: In der Nacht vom 6.–7. August bombardierte er Tivat, in der Nacht vom 16.–17. August 1918 kehrte das Luftschiff von seinem zweiten Einsatz nicht zurück. Tage später wurde die Leiche von Arlotta bei Kap Rodoni in Albanien gefunden. Er wurde posthum am 15. Mai 1919 mit der Medaglia d'Argento al Valor Militare ausgezeichnet. Der Flughafen Tarent-Grottaglie ist nach ihm benannt.